# Falconara Albanese
Falconara Albanese (tiếng Arbëresh: Falkunara) là một thị xã và comune  ở tỉnh Cosenza trong vùng Calabria miền nam nước Ý.
Đô thị Falconara Albanese có diện tích 18 ki lô mét vuông, dân số thời điểm năm 2007 là 1322 người.
Đô thị này có các đơn vị dân cư (frazioni) sau:
Thị trấn có cộng đồng thiểu số Arbëresh.